# Constantin II d'Iméréthie
Pour les articles homonymes, voir Constantin II.
Constantin II d'Iméréthie (en géorgien : კონსტანტინე II ; mort en 1401) est un roi bagration d'Iméréthie.

## Biographie
Constantin II naît dans la seconde moitié du XIVe siècle. Il est le fils cadet du roi Bagrat Ier Mtsiré et de son épouse, une fille de Qvarqvaré II Jakéli, Atabag de Samtskhé. On ne sait rien de sa vie avant 1396, date de la mort de son second frère lors d'une bataille contre le Dadiani de Mingrélie Vameq Ier. À son tour, il règne sur l'Iméréthie pendant cinq ans et, en 1401, le souverain de Mingrélie Mamia II lui déclare la guerre. Il périt lors de la bataille de Chalaghan, la même année. Il n'a pas d'enfants et son neveu, Démétrius Ier lui succède en tant que duc d'Iméréthie.

## Sources
- Alexandre Manvelichvili, Histoire de la Géorgie, Paris, Nouvelles Éditions de la Toison d'Or, 1951, 476 p..
- Nodar Assatiani et Alexandre Bendianachvili, Histoire de la Géorgie, Paris, l'Harmattan, 1997, 335 p. [détail des éditions] (ISBN 2-7384-6186-7, présentation en ligne).
- Marie-Félicité Brosset, Histoire de la Géorgie. Tome II : Histoire moderne de la Géorgie, Réédition Adamant Media Corporation  (ISBN 0543944808), p. 248-249.